# Comuna 9 (Bucaramanga)
La Comuna 9 o La Pedregosa es una división territorial urbana de la ciudad de Bucaramanga, en Colombia.

## División administrativa
La comuna se encuentra formada por los barrios: Quebrada la Iglesia, Antonia Santos Sur, San Pedro Claver, San Martín, Nueva Granada, La Pedregosa, La Libertad, Diamante I, Villa Inés, Asturias, Las Casitas.
También incluye el asentamiento: Los Guayacanes, y las urbanizaciones: Torres de Alejandría, Urbanización el Sol I y II.